# Superliga kosowska w piłce nożnej mężczyzn (2019/2020)
IPKO Superliga 2019/2020 – 21. edycja rozgrywek ligowych najwyższego poziomu piłki nożnej mężczyzn w Kosowie. Bierze w niej udział 12 drużyn, które w okresie od 17 sierpnia 2019 do maja 2020 rozgrywane zostaną 33 kolejki meczów. W tym roku bezpośrednio spadają aż 4 drużyny, a baraże nie zostaną rozegrane.

## Drużyny
| Uczestnicy poprzedniej edycji | Uczestnicy poprzedniej edycji | Uczestnicy poprzedniej edycji | Uczestnicy poprzedniej edycji |
| --- | ----------------------------- | ----------------------------- | ----------------------------- |
| FRN | Feronikeli Glogovac           | Glogovac                      | 1                             |
| PRI | Prishtina                     | Prisztina                     | 2                             |
| LLA | Llapi Podujevo                | Podujevo                      | 3                             |
| DRI | Drita Gnjilane                | Gnjilane                      | 4                             |
| FZJ | Ferizaj                       | Ferizaj                       | 5                             |
| FLA | Flamurtari Prisztina          | Prisztina                     | 6                             |
| DRE | Drenica Srbica                | Srbica                        | 7                             |
| BAL | Ballkani                      | Suva Reka                     | 8                             |
| Zwycięzca baraży o Superliga e Kosovës |                               |                               |                               |
| T89 | Trepça’89 Mitrowica           | Mitrowica                     | 9                             |
| GJI | Gjilani                       | Gnjilane                      | 10                            |
| Awans z Liga e Parë 2018/2019 |                               |                               |                               |
| VUS | Vushtrria                     | Vučitrn                       | 1                             |
| DUK | Dukagjini                     | Klina                         | 2                             |
| Oznaczenia: - kolumna pierwsza – skróty nazw drużyn, - kolumna trzecia – siedziba klubu, - kolumna czwarta – miejsce zajęte w poprzednim sezonie. |                               |                               |                               |

## Tabela
| Lp. | Drużyna                  | M  | Z  | R  | P  | Bramki | Bramki | Różn. | Pkt | Uwagi                              |
| --- | ------------------------ | -- | -- | -- | -- | ------ | ------ | ----- | --- | ---------------------------------- |
| 1   | Drita Gnjilane (M)       | 33 | 21 | 5  | 7  | 57     | 23     | +34   | 68  | Liga Mistrzów UEFA • Runda wstępna |
| 2   | Gjilani                  | 33 | 21 | 5  | 7  | 61     | 27     | +34   | 68  | Liga Europy UEFA • Runda wstępna   |
| 3   | Ballkani                 | 33 | 19 | 10 | 4  | 59     | 25     | +34   | 67  |                                    |
| 4   | Prishtina1               | 33 | 18 | 8  | 7  | 59     | 25     | +34   | 62  | Liga Europy UEFA • Runda wstępna   |
| 5   | Feronikeli Glogovac      | 33 | 14 | 5  | 14 | 50     | 40     | +10   | 47  |                                    |
| 6   | Llapi Podujevo           | 33 | 13 | 6  | 14 | 51     | 62     | −11   | 45  |                                    |
| 7   | Trepça’89 Mitrowica      | 33 | 12 | 8  | 13 | 55     | 55     | 0     | 44  |                                    |
| 8   | Drenica Srbica           | 33 | 12 | 8  | 13 | 39     | 40     | −1    | 44  |                                    |
| 9   | Flamurtari Prisztina (S) | 33 | 12 | 7  | 14 | 42     | 56     | −14   | 43  | Spadek do Ligi e Parë              |
| 10  | Ferizaj (S)              | 33 | 9  | 2  | 22 | 34     | 70     | −36   | 29  | Spadek do Ligi e Parë              |
| 11  | Vushtrria (S)            | 33 | 5  | 6  | 22 | 34     | 76     | −42   | 21  | Spadek do Ligi e Parë              |
| 12  | Dukagjini (S)            | 33 | 5  | 4  | 24 | 27     | 69     | −42   | 19  | Spadek do Ligi e Parë              |

## Wyniki meczów

### Regularne spotkania
| Gospodarz \ Gość | BAL | DRE | DRI | KFD | FZJ | FRN | FLA | GJI | LLA | FCP | T89 | VUS |
| ---------------- | --- | --- | --- | --- | --- | --- | --- | --- | --- | --- | --- | --- |
| KF Ballkani      | —   | 3–0 | 2–0 | 3–0 | 3–0 | 3–1 | 3–1 | 2–1 | 1–1 | 1–0 | 3–2 | 5–2 |
| KF Drenica       | 0–1 | —   | 1–1 | 3–0 | 0–2 | 1–0 | 3–1 | 0–2 | 3–0 | 1–3 | 3–2 | 3–0 |
| KF Drita         | 2–0 | 4–1 | —   | 1–0 | 0–1 | 1–0 | 3–0 | 2–0 | 2–0 | 2–1 | 1–1 | 5–1 |
| KF Dukagjini     | 0–0 | 1–3 | 0–4 | —   | 0–1 | 0–2 | 1–2 | 0–4 | 0–0 | 0–0 | 1–0 | 1–0 |
| KF Ferizaj       | 1–2 | 0–1 | 0–2 | 2–0 | —   | 1–1 | 1–0 | 0–3 | 2–0 | 0–2 | 4–0 | 0–1 |
| KF Feronikeli    | 0–2 | 4–1 | 0–0 | 4–2 | 5–0 | —   | 2–1 | 1–2 | 1–2 | 1–0 | 3–0 | 2–0 |
| KF Flamurtari    | 2–1 | 0–0 | 1–0 | 2–0 | 1–0 | 2–2 | —   | 1–4 | 1–5 | 1–1 | 4–3 | 2–0 |
| KF Gjilani       | 1–0 | 1–1 | 0–1 | 1–0 | 4–0 | 2–1 | 2–0 | —   | 3–0 | 0–0 | 0–2 | 2–0 |
| KF Llapi         | 0–0 | 1–0 | 2–2 | 2–1 | 2–4 | 2–1 | 1–4 | 2–1 | —   | 1–4 | 4–1 | 4–1 |
| KF Prishtina     | 0–0 | 0–0 | 1–0 | 2–0 | 3–2 | 2–3 | 2–0 | 2–1 | 0–1 | —   | 1–0 | 4–0 |
| KF Trepça’89     | 0–0 | 2–3 | 3–1 | 2–1 | 1–0 | 1–1 | 5–1 | 4–1 | 1–2 | 0–1 | —   | 1–0 |
| KF Vushtrria     | 1–0 | 2–2 | 2–3 | 3–3 | 3–1 | 0–1 | 2–2 | 1–3 | 1–0 | 0–3 | 1–1 | —   |